# Bao (pel·lícula)
Bao és un curtmetratge d'animació per ordinador estatunidenc del 2018 escrit i dirigit per Domee Shi i produït per Pixar Animation Studios. És el primer curtmetratge de Pixar dirigit per una dona. Es va projectar al Festival de Cinema de Tribeca abans d'estrenar-se amb Els increïbles 2 el 15 de juny de 2018. La pel·lícula tracta sobre una mare canadenca-xinesa envellida i solitària que pateix la síndrome del niu buit i rep una segona oportunitat inesperada a la maternitat quan cuina un baozi que cobra vida. La pel·lícula va guanyar l'Oscar al millor curtmetratge d'animació a la 91a edició dels Premis de l'Acadèmia.

## Argument
A Toronto, una dona canadenca d'origen xinès cuina un àpat de baozi per a ella i el seu marit. Sorprenentment, un dels seus panets cobra vida, per a la seva sorpresa. Cuida el panet fet vapor com si fos un nent, alimentant-lo i cuidant-lo, i gaudeix del temps que passa amb ell. Finalment, el baozi vol jugar amb altres nens però la seva mare sobreprotectora no ho permet i això l'enrabia. A mesura que creix, el panet exigeix cada vegada més independència, la qual cosa crea tensió entre ells dos, fet que gradualment els allunya l'un de l'altra. Quan el pa al vapor presenta la seva nova promesa a la seva mare, amb qui marxarà de casa, la mare protesta. Intenta evitar que el baozi se'n vagi i, en un atac d'ira, la mare es menja el pa al vapor.
Més tard, mentre la mare dorm, el seu fill real entra a l'habitació, revelant que tota la seqüència era un somni al·legòric. El seu pare li demana que parli amb la seva mare però ella el rebutja. Mentre ell i la seva mare s'asseuen a la vora del seu llit, ell li ofereix el mateix tracte que temps enrere havia refusat i comparteixen un moment emotiu. Més tard, després de reconciliar-se, el fill i la seva promesa s'uneixen a la seva mare per fer panets, mentre el seu pare els mira amb aprovació.

## Producció

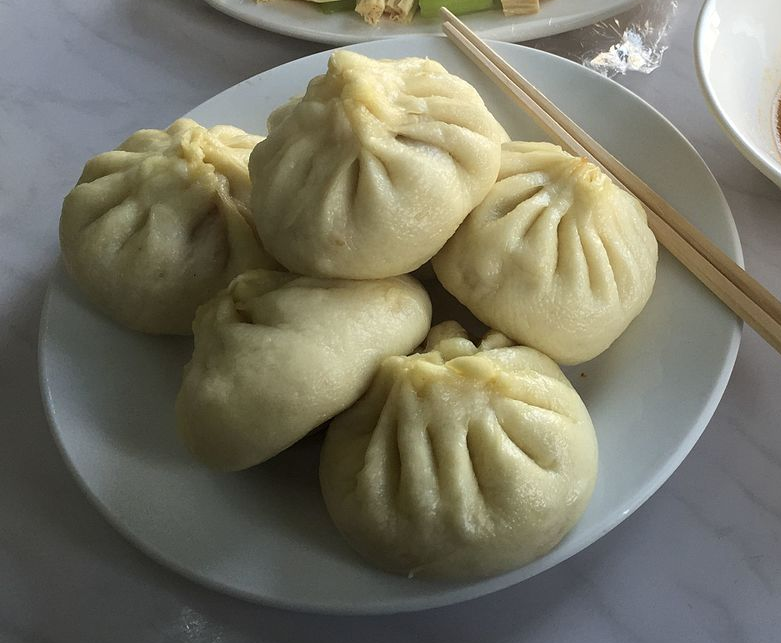
Un plat de baozi

Bao va ser dirigit per Domee Shi i produït per Becky Neiman-Cobb. Va ser el primer dels 35 curts de Pixar dirigit per una dona, fet més significatiu a causa de l'estigma de Pixar com a "club de nois", així com pel fet que la indústria de l'animació està dominada per homes en el seu conjunt. Shi va començar a treballar en Bao quan va fer de guionista a la pel·lícula Del revés, i va posar de manifest que volia treballar de manera creativa en un projecte pel seu compte. Els primers esbossos de Bao es remunten al gener de 2014, quan Shi va començar a treballar-hi com a projecte paralel, inspirant-se en els contes de fades clàssics i la seva experiència com a filla única. Va començar com una pluja d'idees i personatges diferents de panets al vapor amb Shi recordant: "Aquesta imatge em va aparèixer al cap d'aquesta mare matant el seu petit baozi fins a la mort i vaig haver de dibuixar-lo". Després d'haver estat filla única mentre va créixer a Toronto, es va identificar amb la metàfora del "panet al vapor sobreprotegit". Shi va treballar sola a Bao durant dos anys abans de portar-la a producció.
Quan se li va preguntar per què la pel·lícula no té diàlegs, Shi va explicar que volia que el públic l'entengués universalment, sense cap barrera lingüística. També va dir que volia desafiar-se a si mateixa per explicar la història de manera visual, donada la naturalesa visual de l'animació com a mitjà, i confiar únicament en elements com l'actuació, l'escenografia, el color i la il·luminació per evocar emocions. L'únic diàleg gravat al curtmetratge és una escena en què el pare mira la televisió. El diàleg en mandarí d'aquesta escena és un homenatge a antigues telenovel·les cantoneses que Shi havia vist amb la seva mare quan era petita.
El personatge de la mare menjant el pa al vapor va ser una de les primeres eleccions que es van prendre en crear la pel·lícula. Vol retenir el personatge del baozi de totes totes i se'l menja, tot i que se'n penedeix immediatament. Aquest fet es basa en el que la seva mare mare va dir una vegada: "Oh, m'agradaria poder tornar-te a posar a l'estómac per saber exactament on ets en tot moment". La mateixa Shi se sentia frustrada per ser mimada quan era petita, així que va parlar amb la seva mare i amb altres pares per veure l'altra perspectiva. En el curtmetratge Shi surt del seu propi punt de vista per identificar-se amb el de la mare, que és el personatge principal. El va explicar amb el tema de l'amor primordial, "el tipus d'amor que destruiries perquè no desaparegués i marxés".
La seva experiència com a asiàtica en un país mancat de mitjans asiàtic-americans la va impulsar a explicar la història de Bao. Les seves influències inclouen les derivades d'haver crescut veient pel·lícules i animació asiàtiques, especialment les de Studio Ghibli. Inicialment, a Shi li va preocupar que el final fos massa fosc i que estigués fora de lloc per a una pel·lícula de Pixar, la qual cosa la va impulsar a escriure una versió aigualida. Tanmateix, quan la va presentar al seu mentor, Pete Docter, que es va convertir en productor executiu de Bao, aquest la va animar a presentar la versió més fosca i a mantenir-se fidel a la seva idea original i a l'estil que havia triat.
Tot i que Shi va decidir-se pel final més fosc que havia previst, hi havia múltiples esborranys diferents del desenllaç. Volia retratar aquesta idea de la mare menjant el seu fill de panet al vapor però d'una manera que fos visceralment adequada per als nens i amb un motiu clar. Els esborranys anteriors de l'escena contenien imatges més inquietants. Un esborrany en particular mostrava a la mare mastegant el baozi mentre plorava, abans d'empassar el seu fill. En la versió final, la mare agafa el panet i s'empassa el fill d'un sol glop sense mastegar, per tal de mostrar "un ràpid delicte de la passió".
Shi va continuar dient que Bao era un exemple d'una història per a nens que implicava elements i temes més foscos que ella creia que eren importants, i una interpretació moderna d'alguns dels contes populars de temàtica més fosca que la van inspirar, com ara The Gingerbread Man. i faules asiàtiques sobre trobar nadons en aliments com els préssecs. Volia experimentar amb aquestes idees ja que "sempre li va agradar com jugaven amb elements clars i foscos. Aquests personatges són molt macos, però el món se'ls vol menjar". Shi creu que la societat hauria d'adoptar pel·lícules infantils amb elements més foscos com Something Wicked This Way Comes i The Dark Crystal perquè poden ser tan educatives com les pel·lícules de temàtica més lleugera. Considera que les pel·lícules infantils han d'introduir més d'aquests temes i mostrar-los de la mateixa manera que aquests elements més lleugers de la narració. Vol que els nens siguin capaços d'entendre com són els elements foscos comuns en el dia a dia i els equipin amb les eines que necessiten per al món real.
Tot i que Bao va ser aprovada per a la producció el 2015, Shi sabia que seria un viatge llarg i incert, encabint els curtmetratges en una secció de pel·lícules independents de Pixar, pel que hauria de demanar l'ajuda de les persones que estiguessin lliures entre llargmetratges. Això significava que el curt es treballaria de manera més lenta, però alhora creativa i flexible. La producció es va assabentar que s'associaria amb Els increïbles 2 només un any abans de l'estrena d'aquesta pel·lícula. Shi va trobar que l'aparellament era encertat des del punt de vista temàtic, ja que ambdues pel·lícules, segons la seva opinió, celebraven mares. Encaixar la seva història en els vuit minuts de durada la va forçar a economitzar les seqüències de menjar.
Shi va veure la pel·lícula com un exemple de les històries amb una major diversitat i perspectives culturals que Pixar havia produït, un camí que havien encetat pel·lícules com el curt Sanjay's Super Team i el llargmetratge Coco del 2017.

### Animació
Per investigar la cuina presentada al curt (molts plats de la qual s'inspiraven en els preferits dels seus pares), l'equip va investigar molts restaurants de baozi de San Francisco i del barri xinès d'Oakland. Fins i tot la seva mare va fer d'assessora, ja que era una dona immigrant creativa que feia les seves pròpies receptes i cuinava panets al vapor. En dues ocasions va anar a Pixar per impartir classes d'elaboració de baozi per a l'equip, que també va proporcionar una referència de vídeo per pastar la massa i fer embolcalls per als primers plans de la pel·lícula.
Tot i que el producte final semblava apetitós, animar el menjar va resultar especialment difícil per als encarregats dels efectes especials. Les característiques orgàniques i esponjoses dels baozi eren tècnicament difícils de representar. Les accions del pastat i d'embolcallar van esdevenir alguns dels plans més cars i complicats de la pel·lícula, i el panet al vapor amb farcit de porc va trigar dos mesos sencers a completar-se, ja que era difícil aconseguir que la carn de porc crua tingués un aspecte saborós.
Animar el menjar implicava principis similars a la fotografia alimentària: exagerar i emfatitzar coses que no hi són. S'havien de saturar els colors i afegir-hi trossos més grans de pastanaga i ceba. Era difícil aconseguir la física i la consistència dels farcits correctament, ja que si es feien massa aquosos es corria el risc que semblressin una pasta o un hummus. Un altre tret complicat va ser el plegat del mateix baozi, ja que el farciment ha de topar amb l'embolcall d'una manera realista mentre els dits de la mare pessiguen l'embolcall tancat.
Shi va descriure l'animació com una exhibició d'un estil global molt orgànic. Els animadors van rebre com a referència animacions japoneses clàssiques, amb expressions exagerades. El personatge del baozi està fet de massa, de manera que l'animació es va fer per destacar les seves qualitats esponjoses i orgàniques. Això es pot veure a la seva boca, extremadament flexible, que es fa molt gran i molt petita. Les seves extremitats s'estiren i ell és elàstic. A tot el curt, inclosos els humans, l'entorn i l'escenografia, es va aplicar el principi "esponjós, rodó i senzill". Tot era gruixut i estava molt a prop de terra, mentre que els productes de Chinatown eren desproporcionats. A la pel·lícula no hi havia cap línia completament recta. "Volíem que hi hagués aquesta imperfecció perfecta per fer l'efecte que estaven fets a mà i eren propers i càlids".
En el seu equip hi havia un bon nombre de supervisores. En particular, la dissenyadora de producció, Rona Liu, que és xinesa estatunidenca, va ajudar a garantir que els dissenys de la pel·lícula mostressin autenticitat en la seva representació de la cultura xinesa, basant-se en la seva pròpia vida personal, tal com ho havia fet Shi. Per al disseny de producció de la pel·lícula es van emprar fotos de les cases dels seus pares, així com dels viatges de recerca realitzats per tot el personal a botigues i restaurants de dim sum, inclosos els del barri xinès de San Francisco i Oakland.
Shi va fer de Toronto l'escenari de Bao per rendir homenatge a la seva ciutat natal i per donar sensació de realisme. Per copsar encara més aquesta autenticitat, Liu fer un seguiment dels detalls culturals, com ara paper d'alumini que cobreix els cremadors dels fogons, ninotets damunt de la televisió, l'olla d'arròs al fons i ampolles de salsa de soja. Alguns detalls, com ara el paper higiènic a la taula de la cuina, van provocar una certa confusió per part dels membres de l'equip no asiàtics. Es tracta d'una pràctica habitual entre els immigrants perquè és més pràctic que comprar dos tipus de paper, i Shi va assegurar-se que això s'inclogués. També es va demanar a altres membres de l'equip de producció que visitessin ubicacions específiques del barri xinès per comprar i menjar, per tal de donar a la pel·lícula una sensació d'autenticitat.

## Emissió
La pel·lícula es va estrenar al Festival de Cinema de Tribeca el 21 d'abril de 2018 i, posteriorment, va acompanyar Els increïbles 2 als cinemes. Abans de les vacances de Nadal del 2018, Pixar va fer que Bao estiguigués disponible gratuïtament per reproduir-lo a YouTube durant una setmana. Era la primera vegada que l'estudi oferia un curt d'aquesta manera.

## Acollida
Bao té una aprovació del 89% a Rotten Tomatoes, basat en nou ressenyes, amb una puntuació mitjana de 8,4/10.
A la ressenya de The Verge d'Els increïbles 2, Tasha Robinson va descriure Bao com una "película molt emotiva" i un "complement perfecte" per a la funció principal. Inkoo Kang, de la revista onlina Slate, la va qualificar com un "encapsulament commovedor de l'experiència dels immigrants asiàtics" Jess Lee, de la web britànica Digital Spy, va dir que la pel·lícula "va afectar molt a prop de casa" i va afegir que la història mostra "temes universals que haurien de ressonar amb la majoria de les cultures".
Segons Petrana Radulovic de la web Polygon, la pel·lícula va ser ben rebuda per "molts" estatunidencs asiàtics, tot i que alguns espectadors no asiàtics van trobar el curt confús.
Lisa Wong Macabasco, de Vogue, va veure Bao com una història la ressonància emocional que es deriva de com fusiona els aspectes menjar i família. Tenint en compte la síndrome del niu buit que presenta el personatge de la mare, Shi va haver de relatar les seves pròpies experiències com a filla d'immigrants xinesos. En convertir la mare en el personatge principal, Shi es posava a la pell de la seva pròpia mare per mostrar el seu viatge emocional mentre dedica la seva vida a criar un fill, i per a qui la idea d'un amor primordial la porta a destruir alguna cosa per evitar que ella s'escapi. Macabasco també va opinar que la pel·lícula era culturalment significativa per ser un exemple de com Pixar va arribar a abraçar històries de diferents orígens culturals.

## Premis i distincions
El 24 de febrer de 2019, la pel·lícula va guanyar l'Oscar al millor curtmetratge d'animació als 91è Premis de l'Acadèmia.